# Knut Olav Rindarøy
Knut Olav Rindarøy (født 17. juli 1985 i Molde, Norge) er en norsk tidligere fodboldspiller (venstre back).
Bortset fra et kortvarigt lejeophold hos Deportivo La Coruña i Spanien tilbragte Rindarøy hele sin 14 år lange karriere hos Molde FK i sin fødeby. Han vandt både tre norske mesterskaber og tre pokaltitler med klubben. Han spillede desuden to kampe for det norske landshold, mod henholdsvis Sydafrika og Kroatien.

## Titler
Eliteserien
- 2011, 2012 og 2014 med Molde FK

Norsk pokal
- 2005, 2013 og 2014 med Molde FK